# Чемпіони України з автомобільних видів спорту
Чемпіони України з автомобільних видів спорту — переможці офіційних чемпіонатів України, які проводяться під егідою ФАУ, з дисциплін автомобільного спорту.
Офіційні чемпіонати з автоспортивних дисциплін в Україні регулярно проводяться від 1993 року. Кількість таких чемпіонатів змінюється з розвитком автомобільного спорту, вдосконалюються правила, змінюються також спортивні і технічні регламенти змагань, тому кількість чемпіонів у кожній дисципліні не є постійною рік від року.

## Список чемпіонів

### 1993-1994
| Спортивна дисципліна | Залік            | Спортсмен               | Країна, місто |
| -------------------- | ---------------- | ----------------------- | ------------- |
| Автомобільний крос   | Група I Клас 7   | Реуцький Вадим          | Київ          |
| Автомобільний крос   | Група II Клас 8  | Жидко Олександр         | Ялта          |
| Автомобільний крос   | Група III Клас 8 | Салюк-старший Олександр | Київ          |
| Автомобільний крос   | Група IV Клас 10 | Шарашидзе Павло         | Херсон        |
| Автомобільний крос   |                  | Акіменко Леонід         | Київ          |
| Автомобільний крос   |                  | Ковальчук Сергій        | Одеса         |
| Автомобільний крос   |                  | Крохмаль Олександр      | Старобільськ  |
| Автомобільний крос   |                  | Сенюк Степан            | Київ          |
| Автомобільний крос   |                  | Широбоков Юрій          | Запоріжжя     |

| Спортивна дисципліна | Залік           | Спортсмен               | Країна, місто    |
| -------------------- | --------------- | ----------------------- | ---------------- |
| Кільцеві гонки       | Група I         | Салюк-старший Олександр | Київ             |
| Кільцеві гонки       | Група II        | Медведченко Олександр   | Київ             |
| Кільцеві гонки       | Група III       | Калінічук Іван          | Київ             |
| Кільцеві гонки       | Група IV        | Дробот Сергій           | Київ             |
| Кільцеві гонки       | Група V         | Серопов Олександр       | Київ             |
| Кільцеві гонки       | Група VI        | Медведченко Олександр   | Київ             |
| Автомобільний крос   | Див І Клас 7    | Романенко Іван          | Київ             |
| Автомобільний крос   | Див І Клас 8    | Разумовський Валерій    | Дніпродзержинськ |
| Автомобільний крос   | Див І Клас 10   | Поліщук Валерій         | Ялта             |
| Автомобільний крос   | Див ІI Клас 5   | Салюк-старший Олександр | Київ             |
| Автомобільний крос   | Див ІІІ Група 1 | Сенюк Степан            | Київ             |
| Автомобільний крос   | Див ІІІ Група 2 | Ремізовський Василь     | Київ             |
| Автомобільний крос   | Див ІІІ Група 3 | Зайцев Анатолій         | Київ             |
| Автомобільний крос   | Див III Група 4 | Сосновіков Олександр    | Феодосія         |
| Автомобільний крос   | Група Т-1       | Акіменко Леонід         | Київ             |
| Ралі                 | Абсолют         | Чопенко Володимир       | Київ             |
| Ралі                 | Абсолют         | Серопов Олександр       | Київ             |
| Ралі                 | Клас 9          | Чопенко Володимир       | Київ             |
| Ралі                 | Клас 9          | Серопов Олександр       | Київ             |
| Ралі                 | Клас 9          | Попов Микола            | Київ             |

### 1995-1999
| Спортивна дисципліна | Залік           | Спортсмен             | Країна, місто    |
| -------------------- | --------------- | --------------------- | ---------------- |
| Картинг              | Популярний      | Бойко Віталій         | Полтава          |
| Картинг              | Формула-А       | Шелестай Костянтин    | Ужгород          |
| Картинг              | Формула-С       | Борщенко Євген        | Черкаси          |
| Картинг              | Кадет           | Шавирін Анатолій      | Павлоград        |
| Кільцеві гонки       | Формула 1600    | Медведченко Олександр | Київ             |
| Кільцеві гонки       | Формула 1300    | Варавін Олексій       | Київ             |
| Кільцеві гонки       | Клас 7          | Сергієнко Сергій      | Київ             |
| Кільцеві гонки       | Клас 8          | Александров Андрій    | Одеса            |
| Кільцеві гонки       | Клас 10         | Калиничук Іван        | Київ             |
| Кільцеві гонки       | Клас 12         | Чопенко Володимир     | Київ             |
| Автомобільний крос   | Див I клас 7    | Жидко Олександр       | Ялта             |
| Автомобільний крос   | Див I клас 8    | Разумовський Валерій  | Дніпродзержинськ |
| Автомобільний крос   | Див I клас 10   | Кузьмін Сергій        | Горлівка         |
| Автомобільний крос   | Див I клас 12   | Разумовський Валерій  | Дніпродзержинськ |
| Автомобільний крос   | Див III група 1 | Бондарчук Олег        | Запоріжжя        |
| Автомобільний крос   | Див III група 2 | Матвієнко Ігор        | Старобільськ     |
| Автомобільний крос   | Див III група 3 | Коваленко Олександр   | Мелітополь       |
| Автомобільний крос   | Див III група 4 | Авальяні Юрій         | Запоріжжя        |
| Автомобільний крос   | Група Т-1       | Акименко Леонід       | Київ             |
| Ралі                 | Клас 12         | Ростоцький Василь     | Львів            |
| Ралі                 | Клас 12         | Балін Віктор          | Тернопіль        |
| Ралі                 | Клас 8          | Разумовський Валерій  | Дніпродзержинськ |
| Ралі                 | Клас 8          | Железко Руслан        | Кривий Ріг       |
| Ралі                 | Клас 7          | Андріященко Олександр | Одеса            |
| Ралі                 | Клас 7          | Майстренко Анатолій   | Одеса            |

| Спортивна дисципліна | Залік           | Спортсмен                | Країна, місто |
| -------------------- | --------------- | ------------------------ | ------------- |
| Картинг              | Популярний      | Апостолюк Володимир      | Київ          |
| Картинг              | ІСА-Юніор       | Шавирін Анатолій         | Павлоград     |
| Картинг              | Формула-А       | Ковальчук Ігор           | Київ          |
| Картинг              | Формула-С       | Борщенко Євген           | Черкаси       |
| Кільцеві гонки       | Формула 1600    | Медведченко Олександр    | Київ          |
| Кільцеві гонки       | Формула 1300    | Морачевський Валерій     | Чернігів      |
| Кільцеві гонки       | Клас A,N 7      | Пелешок Сергій           | Рівне         |
| Кільцеві гонки       | Клас A,N 8      | Рибак Дмитро             | Київ          |
| Кільцеві гонки       | Клас A,N 9      | Реуцький Вадим           | Київ          |
| Кільцеві гонки       | Клас A,N 12     | Протасов Леонід          | Київ          |
| Автомобільний крос   | Див I клас 7    | Салюк-молодший Олександр | Київ          |
| Автомобільний крос   | Див I клас 8    | Суворов Владімір         | Бєлгород      |
| Автомобільний крос   | Див I клас 10   | Дорофеєв Ігор            | Артемівськ    |
| Автомобільний крос   | Див I клас 12   | Суворов Владімір         | Бєлгород      |
| Автомобільний крос   | Див III група 1 | Кравець Петро            | Полтава       |
| Автомобільний крос   | Див III група 2 | Ремізовський Василь      | Київ          |
| Автомобільний крос   | Див III група 3 | Глотов Анатолій          | Запоріжжя     |
| Автомобільний крос   | Див III група 4 | Сосновіков Олександр     | Феодосія      |
| Автомобільний крос   | Група Т-1       | Акименко Леонід          | Київ          |
| Ралі                 | Абсолют         | Салюк-старший Олександр  | Київ          |
| Ралі                 | Абсолют         | Балін Віктор             | Тернопіль     |
| Ралі                 | Клас 12         | Салюк-старший Олександр  | Київ          |
| Ралі                 | Клас 12         | Балін Віктор             | Тернопіль     |
| Ралі                 | Клас 8          | Андріященко Олександр    | Одеса         |
| Ралі                 | Клас 8          | Майстренко Анатолій      | Одеса         |
| Ралі                 | Клас 7          | Петренко Володимир       | Київ          |
| Ралі                 | Клас 7          | Полутов Ігор             | Київ          |

| Спортивна дисципліна | Залік           | Спортсмен                | Країна, місто    |
| -------------------- | --------------- | ------------------------ | ---------------- |
| Кільцеві гонки       | Формула 1300    | Варавін Олексій          | Київ             |
| Кільцеві гонки       | Формула 1600    | Арманд Олександр         | Москва           |
| Кільцеві гонки       | Клас А,N-8      | Леонов Леонід            | Київ             |
| Кільцеві гонки       | Клас А,N-9      | Кузьмук Леонід           | Київ             |
| Кільцеві гонки       | Клас А,N-12     | Протасов Леонід          | Київ             |
| Автомобільний крос   | Див І клас 7    | Салюк-молодший Олександр | Київ             |
| Автомобільний крос   | Див І клас 8    | Разумовський Валерій     | Дніпродзержинськ |
| Автомобільний крос   | Див І клас 10   | Кузьмін Сергій           | Горлівка         |
| Автомобільний крос   | Див ІІ клас 12  | Грабар В'ячеслав         | Луганськ         |
| Автомобільний крос   | Див ІІІ група 1 | Ложечка Сергій           | Старобільськ     |
| Автомобільний крос   | Див ІІІ група 2 | Зерній Андрій            | Жовті Води       |
| Автомобільний крос   | Див ІІІ група 4 | Черняк Валерій           | Старобільськ     |
| Ралі                 | Абсолют         | Ростоцький Василь        | Львів            |
| Ралі                 | Абсолют         | Балін Віктор             | Тернопіль        |
| Ралі                 | Клас 12         | Ростоцький Василь        | Львів            |
| Ралі                 | Клас 12         | Балін Віктор             | Тернопіль        |
| Ралі                 | Клас 9          | Донськой Борис           | Київ             |
| Ралі                 | Клас 9          | Свенцицький Ігор         | Київ             |
| Ралі                 | Клас 8          | Андріященко Олександр    | Одеса            |
| Ралі                 | Клас 8          | Майстренко Анатолій      | Одеса            |
| Ралі                 | Клас 7          | Петренко Володимир       | Київ             |
| Ралі                 | Клас 7          | Полутов Ігор             | Київ             |

| Спортивна дисципліна | Залік           | Спортсмен                | Країна, місто   |
| -------------------- | --------------- | ------------------------ | --------------- |
| Картинг              | Популярний      | Іващенко Андрій          | Харків          |
| Картинг              | ІСА-Юніор       | Котляр Олександр         | Миколаїв        |
| Картинг              | Формула-А       | Нікішин Євген            | Одеса           |
| Картинг              | Формула-С       | Борщенко Євген           | Черкаси         |
| Кільцеві гонки       | Формула 1600    | Медведченко Олександр    | Київ            |
| Кільцеві гонки       | Клас A,N 8      | Герман Іван              | Київ            |
| Кільцеві гонки       | Клас A,N 9      | Реуцький Вадим           | Київ            |
| Кільцеві гонки       | Клас A,N 12     | Салюк-молодший Олександр | Київ            |
| Автомобільний крос   | Див I клас 7    | Романенко Іван           | Київ            |
| Автомобільний крос   | Див I клас 8    | Фельдман Олександр       | Дніпропетровськ |
| Автомобільний крос   | Див I клас 10   | Кузьмін Сергій           | Горлівка        |
| Автомобільний крос   | Див I клас 12   | Решетілов Олександр      | Дніпропетровськ |
| Автомобільний крос   | Див III група 1 | Замараєв Володимир       | Мелітополь      |
| Автомобільний крос   | Див III група 2 | Багієв Арам              | Старобільськ    |
| Автомобільний крос   | Див III група 4 | Сосновіков Олександр     | Феодосія        |
| Ралі                 | Абсолют         | Ростоцький Василь        | Львів           |
| Ралі                 | Абсолют         | Балін Віктор             | Тернопіль       |
| Ралі                 | Клас A,N 9      | Андріященко Олександр    | Одеса           |
| Ралі                 | Клас A,N 8      | Железко Руслан           | Кривий Ріг      |
| Ралі                 | Клас A,N 8      | Розиграєв Валерій        | Київ            |
| Ралі                 | Клас A,N 7      | Лакушев Анатолій         | Запоріжжя       |
| Ралі                 | Клас A,N 7      | Зорькін Олег             | Запоріжжя       |
| Слалом               | Абсолют         | Пелешок Сергій           | Рівне           |

| Спортивна дисципліна | Залік           | Спортсмен              | Країна, місто    |
| -------------------- | --------------- | ---------------------- | ---------------- |
| Гірські гонки        | Клас 9          | Разумовський Валерій   | Дніпродзержинськ |
| Картинг              | Популярний      | Іващенко Андрій        | Харків           |
| Картинг              | Популярний-Ю    | Гріненко Владислав     | Харків           |
| Картинг              | ІСА             | Борцов Дмитро          | Одеса            |
| Картинг              | ІСА-Юніор       | Райлян Костянтин       | Одеса            |
| Картинг              | Формула-С       | Борщенко Євген         | Черкаси          |
| Кільцеві гонки       | Формула 1600    | Варавін Олексій        | Київ             |
| Кільцеві гонки       | Клас 9          | Рибак Дмитро           | Київ             |
| Автомобільний крос   | Див I клас 7    | Гонтовий Павло         | Київ             |
| Автомобільний крос   | Див I клас 8    | Решетілов Олександр    | Дніпропетровськ  |
| Автомобільний крос   | Див I клас 10   | Кузьмін Сергій         | Горлівка         |
| Автомобільний крос   | Див I клас 12   | Решетілов Олександр    | Дніпропетровськ  |
| Автомобільний крос   | Див III група 2 | Фіалковський Володимир | Київ             |
| Автомобільний крос   | Див III група 4 | Сосновіков Олександр   | Феодосія         |
| Ралі                 | Абсолют         | Ростоцький Василь      | Львів            |
| Ралі                 | Абсолют         | Орр Майкл              | Ко Даух          |
| Ралі                 | Клас 12         | Ростоцький Василь      | Львів            |
| Ралі                 | Клас 12         | Орр Майкл              | Ко Даух          |
| Ралі                 | Клас 9          | Андріященко Олександр  | Одеса            |
| Ралі                 | Клас 9          | Майстренко Анатолій    | Одеса            |
| Ралі                 | Клас 8          | Леонов Леонід          | Київ             |
| Ралі                 | Клас 8          | Леонов Євген           | Київ             |
| Ралі                 | Клас 7          | Алейников Леонід       | Нікополь         |
| Ралі                 | Клас 7          | Шаповалов Віктор       | Одеса            |
| Слалом               | Абсолют         | Мочанов Олексій        | Київ             |

### 2000-2004
| Спортивна дисципліна         | Залік           | Спортсмен                | Країна, місто    |
| ---------------------------- | --------------- | ------------------------ | ---------------- |
| Гірські гонки                | Абсолют         | Разумовський Валерій     | Дніпродзержинськ |
| Гірські гонки                | Клас А8         | Железко Руслан           | Кривий Ріг       |
| Картинг                      | ІСА             | Бабенко Олександр        | Полтава          |
| Картинг                      | ІСА-Юніор       | Чуканов Сергій           | Полтава          |
| Картинг                      | Формула-С       | Борщенко Євген           | Черкаси          |
| Кільцеві гонки               | Формула 1600    | Колодяжний Олександр     | Київ             |
| Кільцеві гонки               | Клас А 8        | Сєров Руслан             | Київ             |
| Кільцеві гонки               | Клас N 8        | Холявко Віктор           | Київ             |
| Автомобільний крос           | Див I клас 7    | Гонтовий Павло           | Кривий Ріг       |
| Автомобільний крос           | Див I клас 8    | Фельдман Олександр       | Дніпропетровськ  |
| Автомобільний крос           | Див I клас 10   | Кузьмін Сергій           | Горлівка         |
| Автомобільний крос           | Див I клас 12   | Нагаєвський Андрій       | Кременчук        |
| Автомобільний крос           | Див III група 2 | Коміров Юрій             | Мелітополь       |
| Автомобільний крос           | Див III група 4 | Тимофєєв Юрій            | Феодосія         |
| Ралі                         | Абсолют         | Ростоцький Василь        | Львів            |
| Ралі                         | Абсолют         | Ростоцький Юрій          | Львів            |
| Ралі                         | Клас A,N 12     | Ростоцький Василь        | Львів            |
| Ралі                         | Клас A,N 12     | Ростоцький Юрій          | Львів            |
| Ралі                         | Клас A,N 9      | Аверін Михайло           | Запоріжжя        |
| Ралі                         | Клас A,N 9      | Щіпков Роман             | Запоріжжя        |
| Ралі                         | Клас A,N 8      | Салюк-молодший Олександр | Київ             |
| Ралі                         | Клас A,N 8      | Патраков Андрій          | Київ             |
| Ралі на серійних автомобілях | Абсолют         | Кодак Олександра         | Івано-Франківськ |
| Ралі на серійних автомобілях | Абсолют         | Нехай Ілля               | Івано-Франківськ |
| Слалом                       | Абсолют         | Геращенко Віталій        | Івано-Франківськ |
| Трекові гонки                | Абсолют         | Салюк-молодший Олександр | Київ             |

| Спортивна дисципліна | Залік         | Спортсмен              | Країна, місто    |
| -------------------- | ------------- | ---------------------- | ---------------- |
| Гірські гонки        |               | Пелешок Сергій         | Рівне            |
| Кільцеві гонки       | Клас E 8      | Варавін Олексій        | Київ             |
| Кільцеві гонки       | Клас А 8      | Гонтовий Павло         | Київ             |
| Кільцеві гонки       | Клас А,N 9    | Рибак Дмитро           | Київ             |
| Автомобільний крос   | Див I клас 7  | Гонтовий Павло         | Київ             |
| Автомобільний крос   | Див I клас 8  | Фельдман Олександр     | Дніпропетровськ  |
| Автомобільний крос   | Див I клас 10 | Гавриленко Микола      | Донецьк          |
| Автомобільний крос   | Див I клас 12 | Фельдман Олександр     | Дніпропетровськ  |
| Автомобільний крос   |               | Фіалковський Володимир | Київ             |
| Автомобільний крос   |               | Чеботарьов Віктор      | Мелітополь       |
| Ралі                 | Абсолют       | Петренко Володимир     | Київ             |
| Ралі                 | Абсолют       | Полутов Ігор           | Київ             |
| Ралі                 | Клас A,N 12   | Петренко Володимир     | Київ             |
| Ралі                 | Клас A,N 12   | Полутов Ігор           | Київ             |
| Ралі                 | Клас A,N 9    | Андріященко Олександр  | Одеса            |
| Ралі                 | Клас A,N 9    | Бржезинський Володимир | Одеса            |
| Ралі                 | Клас A,N 8    | Кучер Руслан           | Київ             |
| Ралі                 | Клас A,N 8    | Пташник Олександр      | Вишневе          |
| Трекові гонки        |               | Пелешок Сергій         | Рівне            |
| Слалом               |               | Нехай Ілля             | Івано-Франківськ |

| Спортивна дисципліна | Залік         | Спортсмен                | Країна, місто    |
| -------------------- | ------------- | ------------------------ | ---------------- |
| Автомобільний крос   | Див I клас 7  | Гонтовий Павло           | Київ             |
| Автомобільний крос   | Див I клас 8  | Решетілов Олександр      | Дніпропетровськ  |
| Автомобільний крос   | Див I клас 10 | Гавриленко Микола        | Донецьк          |
| Автомобільний крос   | Див I клас 12 | Кумуржи Анастас          | Донецьк          |
| Автомобільний крос   |               | Коміров Юрій             | Мелітополь       |
| Автомобільний крос   |               | Рімкін Сергій            | Вінниця          |
| Автомобільний крос   |               | Тимофєєв Юрій            | Феодосія         |
| Ралі                 | Абсолют       | Салюк-старший Олександр  | Київ             |
| Ралі                 | Абсолют       | Косянчук Леонід          | Київ             |
| Ралі                 | Клас A,N 12   | Салюк-старший Олександр  | Київ             |
| Ралі                 | Клас A,N 12   | Косянчук Леонід          | Київ             |
| Ралі                 | Клас A,N 9    | Андріященко Олександр    | Одеса            |
| Ралі                 | Клас A,N 9    | Бржезинський Володимир   | Одеса            |
| Ралі                 | Клас A,N 8    | Салюк-молодший Олександр | Київ             |
| Ралі                 | Клас A,N 8    | Горбик Олександр         | Київ             |
| Ралі-рейди           |               | Комоса Роман             | Шостка           |
| Ралі-рейди           |               | Ярило Юрій               | Дніпропетровськ  |
| Слалом               |               | Бурбеза Анатолій         | Київ             |
| Слалом               |               | Геращенко Віталій        | Івано-Франківськ |

| Спортивна дисципліна | Залік             | Спортсмен                | Країна, місто    |
| -------------------- | ----------------- | ------------------------ | ---------------- |
| Картинг              | ІСА               | Чуканов Сергій           | Полтава          |
| Картинг              | ІСА-Юніор         | Яцюк Олексій             | Харків           |
| Картинг              | ICС               | Борщенко Євген           | Черкаси          |
| Картинг              | Піонер-Н          | Кобизев Вадим            | Харків           |
| Картинг              | Ракет-Міні        | Крамаренко Марк          | Одеса            |
| Картинг              | Ракет             | Тищенко Павло            | Феодосія         |
| Картинг              | Популярний-Ю      | Петренко Олександр       | Єнакієве         |
| Картинг              | Популярний        | Подтергер Сергій         | Єнакієве         |
| Кільцеві гонки       | Клас E 8          | Арманд Олександр         | Харків           |
| Кільцеві гонки       | Клас A,N,H 8      | Романенко Іван           | Київ             |
| Кільцеві гонки       | Клас A,N,H 9      | Трутнєв Вадим            | Ужгород          |
| Автомобільний крос   | Див I клас 7      | Соболєв Микола           | Дружківка        |
| Автомобільний крос   | Див I клас 8      | Гонтовий Павло           | Київ             |
| Автомобільний крос   | Див I клас 12     | Кумуржи Анастас          | Донецьк          |
| Автомобільний крос   | Див III група 2   | Фіалковський Володимир   | Київ             |
| Автомобільний крос   | Див III група 3   | Чеботарьов Віктор        | Мелітополь       |
| Автомобільний крос   | Див III група 4   | Тімофеєв Юрій            | Феодосія         |
| Ралі                 | Абсолют           | Салюк-старший Олександр  | Київ             |
| Ралі                 | Абсолют           | Косянчук Леонід          | Київ             |
| Ралі                 | Клас A,N 12       | Салюк-старший Олександр  | Київ             |
| Ралі                 | Клас A,N 12       | Косянчук Леонід          | Київ             |
| Ралі                 | Клас A,N 9        | Горбань Валерій          | Київ             |
| Ралі                 | Клас A,N 9        | Леонов Євген             | Київ             |
| Ралі                 | Клас A,N 8        | Салюк-молодший Олександр | Київ             |
| Ралі                 | Клас A,N 8        | Горбик Олександр         | Київ             |
| Ралі                 | Клас У1400        | Холявко Віктор           | Київ             |
| Ралі                 | Клас У1400        | Соловйов Дмитро          | Київ             |
| Ралі-рейди           | Абсолют           | Сухецький Богдан         | Київ             |
| Ралі-рейди           | Абсолют           | Анікеєнко Олександр      | Київ             |
| Ралі-рейди           | Клас Т-1 група II | Моторнюк Іван            | Охтирка          |
| Ралі-рейди           | Клас Т-1 група II | Шолупенко Григорій       | Дніпропетровськ  |
| Слалом               | AWD               | Геращенко Віталій        | Івано-Франківськ |
| Слалом               | RWD               | Бурбеза Анатолій         | Київ             |
| Трекові гонки        | Клас A,N,H 9      | Пелешок Сергій           | Рівне            |

| Спортивна дисципліна | Залік             | Спортсмен                | Країна, місто    |
| -------------------- | ----------------- | ------------------------ | ---------------- |
| Картинг              | ІСА               | Чуканов Сергій           | Полтава          |
| Картинг              | ІСА-Юніор         | Бердакін Вадим           | Одеса            |
| Картинг              | ICС               | Борщенко Євген           | Черкаси          |
| Картинг              | Піонер-Н          | Коцюба Родіон            | Запоріжжя        |
| Картинг              | Ракет-Міні        | Більченко Ігор           | Київ             |
| Картинг              | Ракет             | Півень Анна              | Дніпропетровськ  |
| Картинг              | Комет-120         | Чупінін Антон            | Дніпропетровськ  |
| Автомобільний крос   | Див I клас 7-Н    | Дусь Георгій             | Харків           |
| Автомобільний крос   | Див I клас 7-А    | Соболєв Микола           | Дружківка        |
| Автомобільний крос   | Див I клас 8      | Таранов Андрій           | Харків           |
| Автомобільний крос   | Див I клас 12     | Перець Сергій            | Мелітополь       |
| Автомобільний крос   | Див III група 1-Ю | Бондаренко Артем         | Донецьк          |
| Автомобільний крос   | Див III група 2   | Зерній Андрій            | Жовті Води       |
| Автомобільний крос   | Див III група 3   | Чеботарьов Віктор        | Мелітополь       |
| Автомобільний крос   | Див III група 4   | Ткаченко Руслан          | Дніпропетровськ  |
| Ралі                 | Абсолют           | Разумовський Валерій     | Дніпродзержинськ |
| Ралі                 | Абсолют           | Султанов Ігор            | Дніпродзержинськ |
| Ралі                 | Клас A,N 12       | Салюк-старший Олександр  | Київ             |
| Ралі                 | Клас A,N 12       | Косянчук Леонід          | Київ             |
| Ралі                 | Клас A7           | Салюк-молодший Олександр | Київ             |
| Ралі                 | Клас A7           | Горбик Олександр         | Київ             |
| Ралі                 | Клас A6           | Кучер Руслан             | Київ             |
| Ралі                 | Клас A6           | Коваль Сергій            | Київ             |
| Ралі                 | Клас У1           | Соустов Ігор             | Алупка           |
| Ралі                 | Клас У1           | Соустова Лада            | Алупка           |

### 2005-2009
| Спортивна дисципліна | Залік         | Спортсмен           | Країна, місто |
| -------------------- | ------------- | ------------------- | ------------- |
| Гірські гонки        | Абсолют       | Серветник Михайло   | Львів         |
| Кільцеві гонки       |               | [[ ]]               | [[ ]]         |
| Автомобільний крос   | Див I клас 7А | Чмих Микола         | Харків        |
| Автомобільний крос   | Див I клас 7N | Полосухін Олександр | Часів Яр      |
| Автомобільний крос   | Див I клас 8  | Гонтовий Павло      | Київ          |
| Автомобільний крос   | Див I клас 12 | Решетілов Олександр | Дніпро        |
| Ралі                 | Абсолют       | Александров Андрій  | Київ          |
| Ралі                 | Абсолют       | Загорій Гліб        | Київ          |
| Ралі                 | Клас N4       | Александров Андрій  | Київ          |
| Ралі                 | Клас N4       | Загорій Гліб        | Київ          |
| Ралі                 | Клас A7       | Горбань Валерій     | Київ          |
| Ралі                 | Клас A7       | Леонов Євген        | Київ          |
| Ралі                 | Клас A6       | Кучер Руслан        | Київ          |
| Ралі                 | Клас A6       | Коваль Сергій       | Київ          |
| Ралі                 | Клас У1       | Андрющенко Федір    | Херсон        |
| Ралі                 | Клас У1       | Бунчук Юрій         | Херсон        |
| Ралі-рейди           |               | [[ ]]               | [[ ]]         |
| Слалом               |               | [[ ]]               | [[ ]]         |

| Спортивна дисципліна | Залік         | Спортсмен                | Країна, місто   |
| -------------------- | ------------- | ------------------------ | --------------- |
| Кільцеві гонки       | Клас Е8       | Варавін Олексій          | Київ            |
| Кільцеві гонки       | Клас У1       | Розиграєв Віктор         | Київ            |
| Кільцеві гонки       | Клас У1600    | Круглик Андрій           | Київ            |
| Кільцеві гонки       | Клас А3       | Салюк-молодший Олександр | Київ            |
| Автомобільний крос   |               | Бондаренко Ігор          | Донецьк         |
| Автомобільний крос   |               | Гонтовий Павло           | Київ            |
| Автомобільний крос   |               | Зерній Андрій            | Жовті Води      |
| Автомобільний крос   |               | Кудрявцев Юрій           | Харків          |
| Автомобільний крос   |               | Ткаченко Руслан          | Дніпропетровськ |
| Автомобільний крос   |               | Фельдман Олександр       | Дніпропетровськ |
| Автомобільний крос   | Див I клас 7А | Чмих Микола              | Харків          |
| Ралі                 | Абсолют       | Салюк-молодший Олександр | Київ            |
| Ралі                 | Абсолют       | Горбік Олександр         | Київ            |
| Ралі                 | Клас N4       | Петренко Володимир       | Київ            |
| Ралі                 | Клас N4       | Горбік Олександр         | Київ            |
| Ралі                 | Клас A3       | Трутнєв Вадим            | Ужгород         |
| Ралі                 | Клас A3       | Данилишин Іван           | Ужгород         |
| Ралі                 | Клас У2       | Кучер Руслан             | Київ            |
| Ралі                 | Клас У2       | Коваль Сергій            | Київ            |

| Спортивна дисципліна | Залік                  | Спортсмен                | Країна, місто |
| -------------------- | ---------------------- | ------------------------ | ------------- |
| Кільцеві гонки       | Клас Е-8               | Варавін Олексій          | Київ          |
| Кільцеві гонки       | Клас У-1               | Холявко Віктор           | Київ          |
| Кільцеві гонки       | Клас А-3               | Круглик Андрій           | Київ          |
| Кільцеві гонки       | Клас У-1600            | Круглик Андрій           | Київ          |
| Автомобільний крос   | Див I клас 7А          | Чмих Микола              | Харків        |
| Автомобільний крос   | Див I клас 7Н          | Кудрявцев Юрій           | Харків        |
| Автомобільний крос   | Див I клас 8           | Гонтовий Павло           | Київ          |
| Автомобільний крос   | Див I клас 12          | Фельдман Олександр       | Дніпро        |
| Автомобільний крос   | Див III група 1-Ю мол. | Луньов Данило            | Авдіївка      |
| Автомобільний крос   | Див III група 1-Ю ст.  | Долот Олексій            | Донецьк       |
| Автомобільний крос   | Див III група 2        | Зерній Андрій            | Жовті Води    |
| Автомобільний крос   | Див III група 3        | Чеботарьов Віктор        | Мелітополь    |
| Автомобільний крос   | Див III група 4        | Ткаченко Руслан          | Дніпро        |
| Ралі                 | Абсолют                | Салюк-молодший Олександр | Київ          |
| Ралі                 | Абсолют                | Афтаназів Адріан         | Київ          |
| Ралі                 | Клас N4                | Салюк-молодший Олександр | Київ          |
| Ралі                 | Клас N4                | Афтаназів Адріан         | Київ          |
| Ралі                 | Клас A3                | Сторчак Ігор             | Одеса         |
| Ралі                 | Клас A3                | Коломейцева Ірина        | Одеса         |
| Ралі                 | Клас У2                | Трубін Володимир         | Одеса         |
| Ралі                 | Клас У2                | Стукаленко Вадим         | Одеса         |

| Спортивна дисципліна | Залік         | Спортсмен             | Країна, місто    |
| -------------------- | ------------- | --------------------- | ---------------- |
| Гірські гонки        | Абсолют       | Разумовський Валерій  | Дніпродзержинськ |
| Гірські гонки        | Клас А4       | Разумовський Валерій  | Дніпродзержинськ |
| Гірські гонки        | Клас А3       | Гонтовий Павло        | Київ             |
| Гірські гонки        | Клас А2       | Гонтовий Павло        | Київ             |
| Гірські гонки        | Клас А1       | Тананевич Дмитро      | Одеса            |
| Кільцеві гонки       | E-7, E-8      | Варавін Олексій       | Київ             |
| Кільцеві гонки       | Лада-1500     | Апостолюк Володимир   | Київ             |
| Кільцеві гонки       | Супер-2000    | Кондратенко Володимир | Київ             |
| Кільцеві гонки       | Туринг-Лайт   | Кондратенко Володимир | Київ             |
| Автомобільний крос   | Див 1 клас 12 | Решетілов Олександр   | Дніпропетровськ  |
| Автомобільний крос   | Див 1 клас 7А | Гонтовий Павло        | Київ             |
| Автомобільний крос   | Див 1 клас 7Н | Носко Михайло         | Донецьк          |
| Автомобільний крос   | Див 1 клас 8  | Кузьмін Сергій        | Донецьк          |
| Автомобільний крос   | Див 3 група 2 | Замараєв Володимир    | Мелітополь       |
| Автомобільний крос   | Див 3 група 3 | Чеботарьов Віктор     | Мелітополь       |
| Автомобільний крос   | Див 3 група 4 | Ткаченко Руслан       | Дніпропетровськ  |
| Ралі                 | Абсолют       | Протасов Юрій         | Київ             |
| Ралі                 | Абсолют       | Горбік Олександр      | Київ             |
| Ралі                 | Клас N4       | Протасов Юрій         | Київ             |
| Ралі                 | Клас N4       | Горбік Олександр      | Київ             |
| Ралі                 | Клас A3       | Кучер Руслан          | Київ             |
| Ралі                 | Клас A3       | Франчук Наталя        | Київ             |
| Ралі                 | Клас У2       | Соболєв Микола        | Дружківка        |
| Ралі                 | Клас У2       | Кравцова Тетяна       | Дружківка        |
| Слалом               | FWD           | Трефілов Сергій       | Вінниця          |
| Слалом               | RWD           | Буряк Володимир       | Івано-Франківськ |

| Спортивна дисципліна | Залік       | Спортсмен                | Країна, місто |
| -------------------- | ----------- | ------------------------ | ------------- |
| Кільцеві гонки       | E-8         | Андрущенко Антон         | Київ          |
| Кільцеві гонки       | Лада-1500   | Бесєдін Станіслав        | Харків        |
| Кільцеві гонки       | Супер-2000  | Гайдай Олександр         | Одеса         |
| Кільцеві гонки       | Туринг-Лайт | Басов Олексій            | Митищі        |
| Автомобільний крос   |             | [[ ]]                    | [[ ]]         |
| Ралі                 | Абсолют     | Салюк-молодший Олександр | Київ          |
| Ралі                 | Абсолют     | Афтаназів Адріан         | Київ          |
| Ралі                 | Клас N4     | Салюк-молодший Олександр | Київ          |
| Ралі                 | Клас N4     | Афтаназів Адріан         | Київ          |
| Ралі                 | Клас A7     | Кочмар Юрій              | Одеса         |
| Ралі                 | Клас A7     | Коваль Сергій            | Київ          |
| Ралі                 | Клас У11    | Тодос'єв Сергій          | Одеса         |
| Ралі                 | Клас У11    | Кравчук Григорій         | Одеса         |
| Ралі                 | Клас У10    | Соболєв Микола           | Дружківка     |
| Ралі                 | Клас У10    | Кравцова Тетяна          | Донецьк       |
| Ралі                 | Клас У9     | Романов Володимир        | Одеса         |
| Ралі                 | Клас У9     | Лавренко Маргарита       | Одеса         |
| Ралі-рейди           |             | [[ ]]                    | [[ ]]         |
| Слалом               |             | [[ ]]                    | [[ ]]         |

### 2010-2014
| Спортивна дисципліна | Залік    | Спортсмен                | Країна, місто |
| -------------------- | -------- | ------------------------ | ------------- |
| Гірські гонки        | Абсолют  | Трутнєв Вадим            | Ужгород       |
| Гірські гонки        | Клас А4  | Петренко Володимир       | Київ          |
| Гірські гонки        | Клас А3  | Трутнєв Вадим            | Ужгород       |
| Гірські гонки        | Клас А2  | Серветник Михайло        | Львів         |
| Гірські гонки        | Клас А1  | Марцинковський Роман     | Надвірна      |
| Кільцеві гонки       |          | [[ ]]                    | [[ ]]         |
| Автомобільний крос   |          | [[ ]]                    | [[ ]]         |
| Ралі                 | Абсолют  | Салюк-молодший Олександр | Київ          |
| Ралі                 | Абсолют  | Євген Леонов             | Київ          |
| Ралі                 | Клас N4  | Салюк-молодший Олександр | Київ          |
| Ралі                 | Клас N4  | Євген Леонов             | Київ          |
| Ралі                 | Клас A7  | Фаюк Сергій              | Одеса         |
| Ралі                 | Клас A7  | Артьомов Віктор          | Одеса         |
| Ралі                 | Клас У12 | Кравченко Тарас          | Харків        |
| Ралі                 | Клас У12 | Кузьмінов Юрій           | Львів         |
| Ралі                 | Клас У10 | Чмих Микола              | Харків        |
| Ралі                 | Клас У10 | Вільчинський Олександр   | Харків        |
| Ралі                 | Клас У9  | Бєсєдін Станіслав        | Харків        |
| Ралі                 | Клас У9  | Донськой Олександр       | Київ          |
| Ралі-рейди           |          | [[ ]]                    | [[ ]]         |
| Слалом               |          | [[ ]]                    | [[ ]]         |

| Спортивна дисципліна | Залік    | Спортсмен          | Країна, місто    |
| -------------------- | -------- | ------------------ | ---------------- |
| Гірські гонки        | Абсолют  | Петренко Володимир | Київ             |
| Гірські гонки        | Клас А4  | Петренко Володимир | Київ             |
| Гірські гонки        | Клас А3  | Крищук Ярослав     | Луцьк            |
| Гірські гонки        | Клас А2  | Жолінський Сергій  | Калуш            |
| Гірські гонки        | Клас А1  | Шевченко Сергій    | Ужгород          |
| Кільцеві гонки       |          | [[ ]]              | [[ ]]            |
| Автомобільний крос   |          | [[ ]]              | [[ ]]            |
| Ралі                 | Абсолют  | Горбань Валерій    | Київ             |
| Ралі                 | Абсолют  | Червоненко Євген   | Київ             |
| Ралі                 | Клас N4  | Горбань Валерій    | Київ             |
| Ралі                 | Клас N4  | Червоненко Євген   | Київ             |
| Ралі                 | Клас A7  | Важеєвський Юхим   | Київ             |
| Ралі                 | Клас A7  | Кочковий Євген     | Київ             |
| Ралі                 | Клас У12 | Хом'як Сергій      | Дніпродзержинськ |
| Ралі                 | Клас У12 | Кузьмінов Юрій     | Львів            |
| Ралі                 | Клас У11 | Вартанян Валерій   | Дніпро           |
| Ралі                 | Клас У11 | Дімов Андрій       | Дніпро           |
| Ралі                 | Клас У10 | Сидоров Денис      | Донецьк          |
| Ралі                 | Клас У10 | Бондарєв Олександр | Донецьк          |
| Ралі                 | Клас У9  | Бондарєв Денис     | Дніпро           |
| Ралі                 | Клас У9  | Загоскін Олександр | Дніпро           |
| Ралі-рейди           |          | [[ ]]              | [[ ]]            |
| Слалом               |          | [[ ]]              | [[ ]]            |

| Спортивна дисципліна | Залік      | Спортсмен                  | Країна, місто    |
| -------------------- | ---------- | -------------------------- | ---------------- |
| Гірські гонки        | Абсолют    | Петренко Володимир         | Київ             |
| Гірські гонки        | Клас А4    | Петренко Володимир         | Київ             |
| Гірські гонки        | Клас А3    | Німець Сергій              | Ужгород          |
| Гірські гонки        | Клас А2    | Лепьохін Юрій              | Івано-Франківськ |
| Гірські гонки        | Клас А1    | Мельничук Олександр        | Чернівці         |
| Кільцеві гонки       |            | [[ ]]                      | [[ ]]            |
| Автомобільний крос   |            | [[ ]]                      | [[ ]]            |
| Ралі                 | Абсолют    | Салюк-молодший Олександр   | Київ             |
| Ралі                 | Абсолют    | Червоненко Євген           | Київ             |
| Ралі                 | Клас 3     | Салюк-молодший Олександр   | Київ             |
| Ралі                 | Клас 3     | Червоненко Євген           | Київ             |
| Ралі                 | Клас 5     | Радзівіл Дмитро            | Дніпро           |
| Ралі                 | Клас 5     | Корся Володимир            | Одеса            |
| Ралі                 | Клас У4000 | Чорний Сергій              | Дніпро           |
| Ралі                 | Клас У4000 | Завгородній Олександр      | Дніпро           |
| Ралі                 | Клас У2000 | Кадученко Ярослав          | Київ             |
| Ралі                 | Клас У2000 | Піщик Дмитро               | Київ             |
| Ралі                 | Клас У1600 | Рогочий-молодший Олександр | Харків           |
| Ралі                 | Клас У1600 | Рогочий Олександр          | Київ             |
| Ралі-рейди           |            | [[ ]]                      | [[ ]]            |
| Слалом               |            | [[ ]]                      | [[ ]]            |

| Спортивна дисципліна | Залік          | Спортсмен              | Країна, місто  |
| -------------------- | -------------- | ---------------------- | -------------- |
| Гірські гонки        | Абсолют        | Петренко Володимир     | Київ           |
| Гірські гонки        | Клас А4        | Петренко Володимир     | Київ           |
| Гірські гонки        | Клас А3        | Німець Сергій          | Ужгород        |
| Гірські гонки        | Клас А2        | Марцинковський Роман   | Надвірна       |
| Гірські гонки        | Клас А1        | Мельничук Олександр    | Чернівці       |
| Гонки на прискорення | Street FWD     | Попов Віктор           | Харків         |
| Гонки на прискорення | Street RWD     | Кравченко Юрій         | Харків         |
| Гонки на прискорення | Street AWD     | Заргана Дмитро         | Донецьк        |
| Гонки на прискорення | Pro FWD        | Краснокуцький Максим   | Вільнянськ     |
| Гонки на прискорення | Pro RWD        | Ніколаєнко Максим      | Харків         |
| Гонки на прискорення | Pro AWD        | Кравченко Андрій       | Донецьк        |
| Дрифтинг             | Абсолют        | Головня Олексій        | Київ           |
| Картинг              | Клас 60-міні   | Щиголєва Маргарита     | Київ           |
| Картинг              | Клас KF Junior | Телюк Ілля             | Запоріжжя      |
| Картинг              | Клас KZ2       | Ткаченко Олександр     | Запоріжжя      |
| Кільцеві гонки       | Е-8            | Левинський Олександр   | Київ           |
| Кільцеві гонки       | Лада 1500      | Апостолюк Володимир    | Київ           |
| Кільцеві гонки       | Лада 1600      | Чередніченко Максим    | Київ           |
| Кільцеві гонки       | Турінг-Лайт    | Водолага Василь        | Київ           |
| Кільцеві гонки       | GT Open        | Протасов Леонід        | Київ           |
| Автомобільний крос   | Група Iю       | Райляну Іван           | Чернівці       |
| Автомобільний крос   | Група II       | Руденко Юрій           | Маріуполь      |
| Автомобільний крос   | Група III      | Лось Сергій            | Кишинів        |
| Автомобільний крос   | Група IV       | Лось Сергій            | Кишинів        |
| Автомобільний крос   | Клас 7-Н       | Половінкін Іван        | Маріуполь      |
| Автомобільний крос   | Клас 7-А       | Середенко Владислав    | Сніжне         |
| Автомобільний крос   | Клас 8         | Бородавченко Костянтин | Кременчук      |
| Автомобільний крос   | Клас 12        | Решетілов Олександр    | Дніпро         |
| Ралі                 | Абсолют        | Горбань Валерій        | Київ           |
| Ралі                 | Абсолют        | Корся Володимир        | Одеса          |
| Ралі                 | Клас 3         | Кочмар Юрій            | Київ           |
| Ралі                 | Клас 3         | Коваль Сергій          | Київ           |
| Ралі                 | Клас 5         | Бєсєдін Станіслав      | Харків         |
| Ралі                 | Клас 5         | Донськой Олександр     | Київ           |
| Ралі                 | Клас У4000     | Соболєв Микола         | Дружківка      |
| Ралі                 | Клас У4000     | Кравцова Тетяна        | Донецьк        |
| Ралі                 | Клас У3500     | Кадученко Ярослав      | Київ           |
| Ралі                 | Клас У3500     | Шинкаренко Анатолій    | Київ           |
| Ралі                 | Клас У2000     | Пухкалов Сєргєй        | Ростов-на-Дону |
| Ралі                 | Клас У2000     | Нестеренко Сєргєй      | Ростов-на-Дону |
| Ралі                 | Клас У1600     | Юшков Олександр        | Ялта           |
| Ралі                 | Клас У1600     | Бєліков Максим         | Харків         |
| Ралі                 | Клас У1400     | Костюков Сергій        | Харків         |
| Ралі                 | Клас У1400     | Коршиков Євген         | Харків         |
| Ралі-рейди           | Абсолют        | Новицький Богдан       | Київ           |
| Ралі-рейди           | Абсолют        | Поліщук Роман          | Київ           |
| Ралі-рейди           | Група 3        | Кузнєцов Микола        | Перещепине     |
| Ралі-рейди           | Група 3        | Євтехов Віталій        | Дніпро         |
| Трофі-рейди          | Група ТР-1     | Косінов Дмитро         | Запоріжжя      |
| Трофі-рейди          | Група ТР-1     | Тарасюк Сергій         | Запоріжжя      |
| Трофі-рейди          | Група ТР-2     | Єршов Сергій           | Київ           |
| Трофі-рейди          | Група ТР-2     | Бурахович Андрій       | Київ           |
| Трофі-рейди          | Група ТР-3     | Михайлов Олександр     | Луганськ       |
| Трофі-рейди          | Група ТР-3     | Арсланова Марія        | Київ           |
| Трофі-рейди          | Група ATV      | Литвинов Павло         | Львів          |
| Трофі-рейди          | Група ATV      | Новіцький Віталій      | Хмельницький   |
| Трофі-рейди          | Група UTV      | Резніков Олексій       | Київ           |
| Трофі-рейди          | Група UTV      | Єрш Михайло            | Київ           |
| Трофі-рейди          | Група Open33   | Улезко Дмитро          | Ірпінь         |
| Трофі-рейди          | Група Open33   | Сьомка Сергій          | Ірпінь         |

| Спортивна дисципліна | Залік         | Спортсмен              | Країна, місто     |
| -------------------- | ------------- | ---------------------- | ----------------- |
| Гірські гонки        | Абсолют       | Петренко Володимир     | Київ              |
| Гірські гонки        | Клас А4       | Ганджа Борис           | Київ              |
| Гірські гонки        | Клас А3       | Єрохін Вадим           | Київ              |
| Гірські гонки        | Клас А1       | Грабовецький Олександр | Львів             |
| Гонки на прискорення | Street FWD    | Саркіц Павло           | Верхньодніпровськ |
| Гонки на прискорення | Street RWD    | Кравченко Юрій         | Харків            |
| Гонки на прискорення | Street AWD    | Контаністов Олександр  | Дніпро            |
| Гонки на прискорення | Pro FWD       | Краснокуцький Максим   | Вільнянськ        |
| Гонки на прискорення | Pro RWD       | Богданов Ігор          | Миколаїв          |
| Гонки на прискорення | Pro AWD       | Білик Сергій           | Київ              |
| Картинг              | Клас 60-міні  | Биковський Данило      | Київ              |
| Картинг              | Клас 60       | Щиголєва Валерія       | Київ              |
| Картинг              | Клас KF3      | Денисенко Павло        | Київ              |
| Картинг              | Клас KZ2      | Ткаченко Олександр     | Запоріжжя         |
| Кільцеві гонки       | Лада 1600 V16 | Апостолюк Володимир    | Київ              |
| Кільцеві гонки       | Турінг-Лайт   | Іванченко Олександр    | Київ              |
| Кільцеві гонки       | GT Open       | Єфіменко Андрій        | Київ              |
| Автомобільний крос   | Група II      | Панасюк Микола         | Запоріжжя         |
| Автомобільний крос   | Група III     | Максимов Тарас         | Харків            |
| Автомобільний крос   | Група IV      | Максимов Тарас         | Харків            |
| Автомобільний крос   | Клас 8        | Бородавченко Костянтин | Кременчук         |
| Автомобільний крос   | Клас 12       | Потійко Сергій         | Дніпро            |
| Ралі                 | Клас У4000    | Петренко Володимир     | Київ              |
| Ралі                 | Клас У4000    | Андрющенко Дмитро      | Київ              |
| Ралі                 | Клас У3500    | Прусс Станіслав        | Одеса             |
| Ралі                 | Клас У3500    | Горшков Михайло        | Одеса             |
| Трофі-рейди          | Група ТР-1    | Пономарчук Віктор      | Дніпро            |
| Трофі-рейди          | Група ТР-1    | Гусєв Андрій           | Дніпро            |
| Трофі-рейди          | Група ТР-2    | Рахмайлов Василь       | Київ              |
| Трофі-рейди          | Група ТР-2    | Майборода Віталій      | Київ              |
| Трофі-рейди          | Група ТР-3    | Рахмайлов Євген        | Київ              |
| Трофі-рейди          | Група ТР-3    | Єрш Кирило             | Київ              |
| Трофі-рейди          | Група ATV     | Баликін Роман          | Київ              |
| Трофі-рейди          | Група ATV     | Хорошевський Андрій    | Київ              |
| Трофі-рейди          | Група UTV     | Озерянко Володимир     | Київ              |
| Трофі-рейди          | Група UTV     | Мостовий Іван          | Київ              |
| Трофі-рейди          | Група Open33  | Позняк Іван            | Запоріжжя         |
| Трофі-рейди          | Група Open33  | Позняк Владислав       | Запоріжжя         |

### 2015-2019
| Спортивна дисципліна | Залік            | Спортсмен              | Країна, місто |
| -------------------- | ---------------- | ---------------------- | ------------- |
| Гірські гонки        | Абсолют          | Петренко Володимир     | Київ          |
| Гірські гонки        | Клас А4          | Петренко Володимир     | Київ          |
| Гірські гонки        | Клас А3          | Єрохін Вадим           | Київ          |
| Дрифтинг             | Абсолют          | Головня Олексій        | Київ          |
| Кантрі-крос          | Клас Medium      | Товстик Ярослав        | Київ          |
| Кантрі-крос          | Клас Hard        | Коктиш Максим          | Київ          |
| Кантрі-крос          | Клас UTV-1000    | Коктиш Максим          | Київ          |
| Кантрі-крос          | Клас UTV-1000    | Хохлова Вікторія       | Київ          |
| Картинг              | Клас 60-міні     | Биковський Данило      | Київ          |
| Картинг              | Клас 60          | Красько Георгій        | Київ          |
| Картинг              | Клас БК-Юніор    | Пеклін Іван            | Київ          |
| Картинг              | Клас KZ2         | Ткаченко Олександр     | Харків        |
| Кільцеві гонки       | Клас 2108        | Жайворонок Дмитро      | Київ          |
| Кільцеві гонки       | Клас У-1600      | Євтушенко Андрій       | Київ          |
| Кільцеві гонки       | Клас Турінг-Лайт | Євтушенко Андрій       | Київ          |
| Кільцеві гонки       | Клас GT Open     | Дріфтовський Юрій      | Київ          |
| Автомобільний крос   | Група Iю         | Крисько Даніїл         | Олександрія   |
| Автомобільний крос   | Група II         | Панасюк Микола         | Запоріжжя     |
| Автомобільний крос   | Група III        | Максимов Тарас         | Харків        |
| Автомобільний крос   | Група IV         | Максимов Тарас         | Харків        |
| Автомобільний крос   | Клас 8           | Бородавченко Костянтин | Кременчук     |
| Автомобільний крос   | Клас 12          | Потійко Сергій         | Дніпро        |
| Міні-ралі            | Абсолют          | Сидоров Денис          | Вінниця       |
| Міні-ралі            | Абсолют          | Романов Микола         | Київ          |
| Міні-ралі            | Клас Р8          | Сидоров Денис          | Вінниця       |
| Міні-ралі            | Клас Р8          | Романов Микола         | Київ          |
| Міні-ралі            | Клас Р7          | Гонтовий Павло         | Київ          |
| Міні-ралі            | Клас Р7          | Герман Іван            | Київ          |
| Міні-ралі            | Клас PS6         | Снігуров Вадим         | Дніпро        |
| Міні-ралі            | Клас PS6         | Сокур Євген            | Київ          |
| Міні-ралі            | Клас Р6          | Середенко Владислав    | Сніжне        |
| Міні-ралі            | Клас Р6          | Стойчев В'ячеслав      | Донецьк       |
| Міні-ралі            | Клас Р5          | Біченко Олександр      | Маріуполь     |
| Міні-ралі            | Клас Р5          | Маньківський Олександр | Київ          |
| Ралі                 | Абсолют          | Сидоров Денис          | Вінниця       |
| Ралі                 | Абсолют          | Романов Микола         | Київ          |
| Ралі                 | Клас N4          | Сидоров Денис          | Вінниця       |
| Ралі                 | Клас N4          | Романов Микола         | Київ          |
| Ралі                 | Клас У4000       | Петренко Володимир     | Київ          |
| Ралі                 | Клас У4000       | Андрющенко Дмитро      | Київ          |
| Ралі                 | Клас 2000        | Козін Роман            | Київ          |
| Ралі                 | Клас 2000        | Вансович Сергій        | Київ          |
| Ралі                 | Клас 2000        | Жельніо Роман          | Херсон        |
| Ралі                 | Клас 2000        | Карпенко Юрій          | Херсон        |
| Трофі-рейди          | Група ТР-1       | Ковалевич Євген        | Київ          |
| Трофі-рейди          | Група ТР-1       | Шевченко Валерій       | Київ          |
| Трофі-рейди          | Група ТР-2       | Рахмайлов Василь       | Київ          |
| Трофі-рейди          | Група ТР-2       | Майборода Віталій      | Київ          |
| Трофі-рейди          | Група ТР-3       | Рахмайлов Євген        | Київ          |
| Трофі-рейди          | Група ТР-3       | Єрш Кирило             | Київ          |
| Трофі-рейди          | Група ATV        | Пожидаєв Олександр     | Київ          |
| Трофі-рейди          | Група ATV        | Хижун Віталій          | Ківерці       |
| Трофі-рейди          | Група UTV        | Баликін Дмитро         | Київ          |
| Трофі-рейди          | Група UTV        | Зайченко Федір         | Київ          |
| Трофі-рейди          | Група Open33     | Позняк Іван            | Запоріжжя     |
| Трофі-рейди          | Група Open33     | Позняк Владислав       | Запоріжжя     |

| Спортивна дисципліна | Залік            | Спортсмен              | Країна, місто |
| -------------------- | ---------------- | ---------------------- | ------------- |
| Гірські гонки        | Абсолют          | Ганджа Борис           | Київ          |
| Гірські гонки        | Клас А3          | Трутнев Вадим          | Ужгород       |
| Гірські гонки        | Клас А2          | Апостолюк Володимир    | Київ          |
| Гонки на прискорення | Street FWD       | Бурдейний Євген        | Харків        |
| Гонки на прискорення | Street RWD       | Лиса Олеся             | Суми          |
| Гонки на прискорення | Street AWD       | Коряка Ігор            | Київ          |
| Гонки на прискорення | Pro FWD          | Бурдейний Євген        | Харків        |
| Гонки на прискорення | Pro RWD          | Соловченко Сергій      | Суми          |
| Гонки на прискорення | Pro AWD          | Фетюхін Михайло        | Київ          |
| Дрифтинг             | Абсолют          | Іллюк Дмитро           | Одеса         |
| Кантрі-крос          | Клас Cross       | Бондар Олександр       | Київ          |
| Кантрі-крос          | Клас Light       | Щербаков Олексій       | Київ          |
| Кантрі-крос          | Клас Medium      | Товстик Ярослав        | Київ          |
| Кантрі-крос          | Клас Hard        | Войтович Олег          | Львів         |
| Кантрі-крос          | Клас UTV-1000    | Ліфшиць Петро          | Харків        |
| Кантрі-крос          | Клас UTV-1000    | Майорова Анастасія     | Харків        |
| Кантрі-крос          | Клас UTV-Turbo   | Нехода Віталій         | Ізюм          |
| Кантрі-крос          | Клас UTV-Turbo   | Кнуренко Олег          | Харків        |
| Картинг              | Клас 60-міні     | Бондарєв Олександр     | Київ          |
| Картинг              | Клас 60          | Телюк Олексій          | Харків        |
| Картинг              | Клас БК-Юніор    | Скаля Єгор             | Київ          |
| Картинг              | Клас БК          | Чупінін Даніїл         | Дніпро        |
| Картинг              | Клас KZ2         | Сович Олександр        | Дніпро        |
| Кільцеві гонки       | Клас У-1600      | Шевельов Валерій       | Луцьк         |
| Кільцеві гонки       | Клас GT Open     | Євтушенко Андрій       | Київ          |
| Автомобільний крос   | Група Iю молодші | Андрієвський Ілля      | Жовті Води    |
| Автомобільний крос   | Група Iю старші  | Зерній Антон           | Київ          |
| Автомобільний крос   | Група II         | Панасюк Микола         | Запоріжжя     |
| Автомобільний крос   | Група III        | Чорний Сергій          | Дніпро        |
| Автомобільний крос   | Група IV         | Чорний Сергій          | Дніпро        |
| Автомобільний крос   | Клас 8           | Бородавченко Костянтин | Кременчук     |
| Автомобільний крос   | Клас 12          | Фельдман Олександр     | Дніпро        |
| Міні-ралі            | Абсолют          | Топор Руслан           | Одеса         |
| Міні-ралі            | Абсолют          | Перова Марина          | Одеса         |
| Міні-ралі            | Клас Р8          | Топор Руслан           | Одеса         |
| Міні-ралі            | Клас Р8          | Перова Марина          | Одеса         |
| Міні-ралі            | Клас Р7          | Горшков Михайло        | Одеса         |
| Міні-ралі            | Клас Р7          | Прусс Станіслав        | Одеса         |
| Міні-ралі            | Клас PS6         | Гонтовий Павло         | Київ          |
| Міні-ралі            | Клас PS6         | Коцюбан Станіслав      | Донецьк       |
| Міні-ралі            | Клас Р6          | Гнатенко Володимир     | Київ          |
| Міні-ралі            | Клас Р6          | Гнатенко Олександр     | Київ          |
| Міні-ралі            | Клас Р5          | Середенко Владислав    | Сніжне        |
| Міні-ралі            | Клас Р5          | Стойчев В'ячеслав      | Донецьк       |
| Ралі                 | Абсолют          | Козлов Олександр       | Київ          |
| Ралі                 | Абсолют          | Островський Олександр  | Дніпро        |
| Ралі                 | Клас 4WD Open    | Рель Дмитро            | Одеса         |
| Ралі                 | Клас 4WD Open    | Донськой Олександр     | Київ          |
| Ралі                 | Клас 2WD Open    | Копилець Павло         | Черкаси       |
| Ралі                 | Клас 2WD Open    | Борщенко Євген         | Черкаси       |
| Трофі-рейди          | Група ТР-1       | Трубін Сергій          | Дніпро        |
| Трофі-рейди          | Група ТР-1       | Капаєв Олег            | Дніпро        |
| Трофі-рейди          | Група ТР-2       | Ковалевич Євген        | Київ          |
| Трофі-рейди          | Група ТР-2       | Шевченко Валерій       | Київ          |
| Трофі-рейди          | Група ТР-3       | Рахмайлов Євген        | Київ          |
| Трофі-рейди          | Група ТР-3       | Єрш Кирило             | Київ          |
| Трофі-рейди          | Група ATV        | Ткач Юрій              | Київ          |
| Трофі-рейди          | Група ATV        | Коваленко Олег         | Ківерці       |
| Трофі-рейди          | Група UTV        | Баликін Дмитро         | Київ          |
| Трофі-рейди          | Група UTV        | Зайченко Федір         | Київ          |
| Трофі-рейди          | Група Open33     | Позняк Іван            | Запоріжжя     |
| Трофі-рейди          | Група Open33     | Позняк Владислав       | Запоріжжя     |

| Спортивна дисципліна | Залік            | Спортсмен           | Країна, місто |
| -------------------- | ---------------- | ------------------- | ------------- |
| Гірські гонки        | Абсолют          | Апостолюк Володимир | Київ          |
| Гірські гонки        | Клас А4          | Петренко Володимир  | Київ          |
| Гірські гонки        | Клас А3          | Апостолюк Володимир | Київ          |
| Гірські гонки        | Клас А2          | Ільїн Георгій       | Київ          |
| Картинг              | Клас 60-міні     | Костина Ростислав   | Київ          |
| Картинг              | Клас 60          | Партишев Олександр  | Київ          |
| Картинг              | Клас БК-Юніор    | Іванченко Владислав | Київ          |
| Картинг              | Клас БК          | Волинець Богдан     | Київ          |
| Картинг              | Клас KZ2         | Пеклін Іван         | Київ          |
| Кільцеві гонки       | Клас ВАЗ 2108    | Бородін Сергій      | Київ          |
| Кільцеві гонки       | Клас У-1600      | Конончук Вадим      | Київ          |
| Кільцеві гонки       | Клас GT Open     | Скуз Ігор           | Київ          |
| Автомобільний крос   | Група Iю молодші | Зерній Павло        | Київ          |
| Автомобільний крос   | Група Iю старші  | Зерній Павло        | Київ          |
| Автомобільний крос   | Група II         | Нечитайло Олексій   | Мелітополь    |
| Автомобільний крос   | Група III        | Максимов Тарас      | Харків        |
| Автомобільний крос   | Група IV         | Бондаренко Артем    | Донецьк       |
| Автомобільний крос   | Клас 8           | Крисько Даніїл      | Олександрія   |
| Автомобільний крос   | Клас 12          | Фельдман Олександр  | Дніпро        |
| Міні-ралі            | Абсолют          | Топор Руслан        | Одеса         |
| Міні-ралі            | Абсолют          | Перова Марина       | Одеса         |
| Міні-ралі            | Клас Р8          | Топор Руслан        | Одеса         |
| Міні-ралі            | Клас Р8          | Перова Марина       | Одеса         |
| Міні-ралі            | Клас Р7          | Полосухін Олександр | Бахмут        |
| Міні-ралі            | Клас Р7          | Бєліков Максим      | Харків        |
| Міні-ралі            | Клас PS6         | Гонтовий Павло      | Київ          |
| Міні-ралі            | Клас PS6         | Коцюбан Станіслав   | Донецьк       |
| Міні-ралі            | Клас Р6          | Колесов Костянтин   | Одеса         |
| Міні-ралі            | Клас Р6          | Бондаренко Євген    | Одеса         |
| Міні-ралі            | Клас Р5          | Білоусов Ігор       | Київ          |
| Міні-ралі            | Клас Р5          | Кобенок Василь      | Донецьк       |
| Ралі                 | Абсолют          | Топор Руслан        | Одеса         |
| Ралі                 | Абсолют          | Сокур Євген         | Київ          |
| Ралі                 | Клас 4WD Open    | Топор Руслан        | Одеса         |
| Ралі                 | Клас 4WD Open    | Перова Марина       | Одеса         |
| Ралі                 | Клас 2WD Open    | Горшков Михайло     | Одеса         |
| Ралі                 | Клас 2WD Open    | Прусс Станіслав     | Одеса         |
| Слалом               | Клас Standart    | Шиков Максим        | Київ          |
| Слалом               | Клас Sport FWD   | Шиков Максим        | Київ          |
| Слалом               | Клас Sport RWD   | Виговський Олексій  | Львів         |
| Трекові гонки        | Абсолют          | Лустюк Олег         | Рівне         |
| Трофі-рейди          | Група ТР-1       | Британ Микола       | Павлоград     |
| Трофі-рейди          | Група ТР-1       | Новіков Олександр   | Петропавлівка |
| Трофі-рейди          | Група ТР-2       | Ковалевич Євген     | Київ          |
| Трофі-рейди          | Група ТР-2       | Шевченко Валерій    | Київ          |
| Трофі-рейди          | Група ТР-3       | Рахмайлов Євген     | Київ          |
| Трофі-рейди          | Група ТР-3       | Шумейко Микола      | Київ          |
| Трофі-рейди          | Група ATV        | Позняк Іван         | Запоріжжя     |
| Трофі-рейди          | Група ATV        | Позняк Владислав    | Запоріжжя     |
| Трофі-рейди          | Група UTV        | Томанек Олександр   | Київ          |
| Трофі-рейди          | Група UTV        | Литвинов Павло      | Київ          |

| Спортивна дисципліна | Залік                 | Спортсмен               | Країна, місто |
| -------------------- | --------------------- | ----------------------- | ------------- |
| Гірські гонки        | Абсолют               | Ганджа Борис            | Маньківка     |
| Гірські гонки        | Клас А3               | Апостолюк Володимир     | Київ          |
| Гірські гонки        | Клас А2               | Бабак Сергій            | Київ          |
| Кантрі-крос          | Клас ATV-Junior       | Лисенко Олексій         | Харків        |
| Кантрі-крос          | Клас ATV-Hard         | Фоменко Олександр       | Харків        |
| Кантрі-крос          | Клас Super Production | Литвиненко Дмитро       | Харків        |
| Картинг              | Клас Vortex Baby      | Мороз Антон             | Кам'янське    |
| Картинг              | Клас KZ2              | Телюк Ілля              | Харків        |
| Кільцеві гонки       | Клас У-1600           | Конончук Вадим          | Київ          |
| Кільцеві гонки       | Клас GT Open          | Скуз Ігор               | Київ          |
| Автомобільний крос   | Група Iю молодші      | Ботук Микита            | Чернівці      |
| Автомобільний крос   | Група Iю старші       | Гонтовий Тимофій        | Київ          |
| Автомобільний крос   | Група II              | Панасюк Микола          | Запоріжжя     |
| Автомобільний крос   | Група III             | Кірмач Олексій          | Харків        |
| Автомобільний крос   | Клас 8                | Крисько Даніїл          | Олександрія   |
| Автомобільний крос   | Клас 12               | Салюк-старший Олександр | Київ          |
| Міні-ралі            | Абсолют               | Лохман Денис            | Боярка        |
| Міні-ралі            | Абсолют               | Кононов Павло           | Київ          |
| Міні-ралі            | Клас Р8               | Лохман Денис            | Боярка        |
| Міні-ралі            | Клас Р8               | Кононов Павло           | Київ          |
| Міні-ралі            | Клас Р7               | Горшков Михайло         | Одеса         |
| Міні-ралі            | Клас Р7               | Прусс Станіслав         | Одеса         |
| Міні-ралі            | Клас PS6              | Вакал Сергій            | Маріуполь     |
| Міні-ралі            | Клас Р6               | Білоусов Ігор           | Київ          |
| Міні-ралі            | Клас Р6               | Кобенок Василь          | Донецьк       |
| Міні-ралі            | Клас Р5               | Шульженко Максим        | Одеса         |
| Міні-ралі            | Клас Р5               | Грушевий Дмитро         | Одеса         |
| Ралі                 | Абсолют               | Ганджа Борис            | Маньківка     |
| Ралі                 | Абсолют               | Сокур Євген             | Київ          |
| Ралі                 | Клас 4WD Open         | Хоміцький Юрій          | Київ          |
| Ралі                 | Клас 4WD Open         | Рощенко Андрій          | Київ          |
| Ралі                 | Клас 2WD Open         | Рудьковський Сергій     | Київ          |
| Ралі                 | Клас 2WD Open         | Донський Олександр      | Київ          |
| Ралі                 | Клас 2WD              | Гнатенко Володимир      | Київ          |
| Ралі                 | Клас 2WD              | Гнатенко Олександр      | Київ          |
| Слалом               | Клас Standart         | Євдокимов Максим        | Київ          |
| Слалом               | Клас Sport FWD        | Кадученко Ярослав       | Київ          |
| Тайм Атак            | Клас PRO R1           | Павленко Михайло        | Київ          |
| Тайм Атак            | Клас PRO R2           | Гуцул Костянтин         | Донецьк       |
| Тріал                | Група Рейд            | Домніков Олександр      | Харків        |
| Тріал                | Група Рейд            | Домніков Олексій        | Харків        |
| Тріал                | Група Хард            | Салюков Юрій            | Харків        |
| Тріал                | Група Хард            | Камінський Сергій       | Харків        |
| Тріал                | Група ATV             | Фоменко Олександр       | Харків        |
| Тріал                | Група ATV             | Бондаренко Олександр    | Харків        |
| Тріал                | Група UTV             | Федоров Дмитро          | Київ          |
| Тріал                | Група UTV             | Кузьменко Юрій          | Київ          |
| Трофі-рейди          | Група ТР-1            | Муніца Ігор             | Київ          |
| Трофі-рейди          | Група ТР-1            | Брусенцов Володимир     | Харків        |
| Трофі-рейди          | Група ТР-2            | Стоянов Артем           | Київ          |
| Трофі-рейди          | Група ТР-2            | Стоянов Владислав       | Київ          |
| Трофі-рейди          | Група ТР-3            | Рахмайлов Євген         | Київ          |
| Трофі-рейди          | Група ТР-3            | Шумейко Микола          | Київ          |
| Трофі-рейди          | Група OPEN            | Бондар Олександр        | Київ          |
| Трофі-рейди          | Група OPEN            | Тихонюк Віталій         | Ірпінь        |
| Трофі-рейди          | Група ATV             | Позняк Іван             | Запоріжжя     |
| Трофі-рейди          | Група ATV             | Позняк Владислав        | Запоріжжя     |
| Трофі-рейди          | Група UTV             | Бондаренко Роман        | Харків        |
| Трофі-рейди          | Група UTV             | Зайченко Федір          | Київ          |

| Спортивна дисципліна | Залік            | Спортсмен            | Країна, місто    |
| -------------------- | ---------------- | -------------------- | ---------------- |
| Гірські гонки        | Абсолют          | Захаров Дмитро       | Львів            |
| Гірські гонки        | Клас А3          | Захаров Дмитро       | Львів            |
| Гірські гонки        | Клас А2          | Бабак Сергій         | Київ             |
| Гонки на прискорення | Street FWD       | Парфіло Віктор       | Кривий Ріг       |
| Гонки на прискорення | Street RWD       | Самойленко Олександр | Харків           |
| Гонки на прискорення | Street AWD       | Ажажа Микита         | Харків           |
| Гонки на прискорення | Pro FWD          | Парфіло Віктор       | Кривий Ріг       |
| Гонки на прискорення | Pro RWD          | Самойленко Олександр | Харків           |
| Гонки на прискорення | Pro AWD          | Ажажа Микита         | Харків           |
| Дрифтинг             | Абсолют          | Косогов Олександр    | Київ             |
| Картинг              | Клас KZ2         | Дерюга Олександр     | Харків           |
| Кільцеві гонки       | Клас У-1600      | Євтушенко Вадим      | Київ             |
| Кільцеві гонки       | Клас Touring     | Конончук Вадим       | Київ             |
| Кільцеві гонки       | Клас GT Open     | Євтушенко Андрій     | Київ             |
| Автомобільний крос   | Група Iю молодші | Гнатович Артур       | Чернівці         |
| Автомобільний крос   | Група Iю старші  | Ботук Микита         | Чернівці         |
| Автомобільний крос   | Група II         | Нечитайло Олексій    | Мелітополь       |
| Автомобільний крос   | Група III        | Старченко Максим     | Кропивницький    |
| Автомобільний крос   | Клас 8           | Крисько Даніїл       | Олександрія      |
| Автомобільний крос   | Клас 8С          | Карнаков Олександр   | Київ             |
| Автомобільний крос   | Клас 12          | Шевченко Андрій      | Київ             |
| Міні-ралі            | Абсолют          | Петренко Володимир   | Київ             |
| Міні-ралі            | Абсолют          | Дембицька Ганна      | Одеса            |
| Міні-ралі            | Клас Р8          | Петренко Володимир   | Київ             |
| Міні-ралі            | Клас Р8          | Дембицька Ганна      | Одеса            |
| Міні-ралі            | Клас Р7          | Полосухін Олександр  | Бахмут           |
| Міні-ралі            | Клас Р7          | Полосухіна Ганна     | Бахмут           |
| Міні-ралі            | Клас PS6         | Надюк Сергій         | Ірпінь           |
| Міні-ралі            | Клас PS6         | Білоусов Володимир   | Київ             |
| Міні-ралі            | Клас Р6          | Кузнецов Олександр   | Маріуполь        |
| Міні-ралі            | Клас Р6          | Кобенок Василь       | Донецьк          |
| Міні-ралі            | Клас Р5          | Арич Олександр       | Івано-Франківськ |
| Ралі                 | Абсолют          | Корзун Антон         | Київ             |
| Ралі                 | Абсолют          | Сокур Євген          | Київ             |
| Ралі                 | Клас 4WD Open    | Корзун Антон         | Київ             |
| Ралі                 | Клас 4WD Open    | Кононов Павло        | Київ             |
| Ралі                 | Клас 2WD Open    | Рудьковський Сергій  | Київ             |
| Ралі                 | Клас 2WD Open    | Ніколаєв Андрій      | Одеса            |
| Ралі                 | Клас 2WD         | Івченко Сергій       | Харків           |
| Ралі                 | Клас 2WD         | Івченко Анастасія    | Харків           |
| Слалом               | Клас Sport FWD   | Кадученко Ярослав    | Київ             |
| Тайм Атак            | Клас PRO R1      | Павленко Михайло     | Київ             |
| Трекові гонки        | Абсолют          | Яроменко Андрій      | Черкаси          |
| Трофі-рейди          | Група ТР-1       | Домніков Олександр   | Харків           |
| Трофі-рейди          | Група ТР-1       | Домніков Олексій     | Харків           |
| Трофі-рейди          | Група ТР-2       | Рахмайлов Василь     | Київ             |
| Трофі-рейди          | Група ТР-2       | Майборода Віталій    | Київ             |
| Трофі-рейди          | Група ATV        | Бондаренко Олександр | Харків           |
| Трофі-рейди          | Група ATV        | Фоменко Олександр    | Харків           |
| Трофі-рейди          | Група UTV        | Позняк Іван          | Запоріжжя        |
| Трофі-рейди          | Група UTV        | Позняк Владислав     | Запоріжжя        |

### 2020-2021
| Спортивна дисципліна | Залік                   | Спортсмен                | Країна, місто |
| -------------------- | ----------------------- | ------------------------ | ------------- |
| Гірські гонки        | Абсолют                 | Козлов Олександр         | Львів         |
| Гірські гонки        | Клас А2                 | Юнашев Сергій            | Київ          |
| Картинг              | Клас 60 Baby            | Ботте Микита             | Київ          |
| Картинг              | Клас 60 Mini            | Кейдун Єгор              | Козельщина    |
| Картинг              | Клас Mini International | Крутоголов Лев           | Київ          |
| Картинг              | Клас OK Junior          | Гаврилець Тимофій        | Полтава       |
| Картинг              | Клас KZ2                | Дерюга Олександр         | Харків        |
| Кільцеві гонки       | Клас Touring            | Конончук Вадим           | Київ          |
| Кільцеві гонки       | Клас GT Open            | Дрогомирецький Володимир | Львів         |
| Міні-ралі            | Абсолют                 | Горбань Валерій          | Київ          |
| Міні-ралі            | Абсолют                 | Ларенс Сергій            | Таллінн       |
| Міні-ралі            | Клас Р8                 | Горбань Валерій          | Київ          |
| Міні-ралі            | Клас Р8                 | Ларенс Сергій            | Таллінн       |
| Міні-ралі            | Клас Р7                 | Горшков Михайло          | Одеса         |
| Міні-ралі            | Клас Р7                 | Прусс Станіслав          | Одеса         |
| Ралі                 | Абсолют                 | Салюк-молодший Олександр | Київ          |
| Ралі                 | Абсолют                 | Равінський Володимир     | Київ          |
| Ралі                 | Клас 4WD Open           | Салюк-молодший Олександр | Київ          |
| Ралі                 | Клас 4WD Open           | Равінський Володимир     | Київ          |
| Ралі                 | Клас 2WD Open           | Єфімов Геннадій          | Одеса         |
| Ралі                 | Клас 2WD Open           | Щербаков Володимир       | Одеса         |
| Ралі                 | Клас 2WD                | Євдокимов Максим         | Київ          |
| Ралі                 | Клас 2WD                | Моржов Володимир         | Київ          |
| Слалом               | Клас Sport FWD          | Литвин Олексій           | Київ          |
| Слалом               | Клас Standart           | Цебратенко Віктор        | Дніпро        |
| Трекові гонки        | Клас ТН9                | Яроменко Андрій          | Черкаси       |

| Спортивна дисципліна | Залік                   | Спортсмен                | Країна, місто |
| -------------------- | ----------------------- | ------------------------ | ------------- |
| Гірські гонки        | Абсолют                 | Козлов Олександр         | Львів         |
| Гірські гонки        | Клас А5                 | Козлов Олександр         | Львів         |
| Гірські гонки        | Клас А3                 | Захаров Дмитро           | Львів         |
| Гірські гонки        | Клас А2                 | Юнашев Сергій            | Київ          |
| Гонки на прискорення | Street FWD              | Сачевичик Владислав      | Кам'янське    |
| Гонки на прискорення | Street RWD              | Анісімов Олександр       | Маріуполь     |
| Гонки на прискорення | Street AWD              | Сергеєв Вадим            | Харків        |
| Гонки на прискорення | Pro FWD                 | Сачевичик Владислав      | Кам'янське    |
| Гонки на прискорення | Pro RWD                 | Анісімов Олександр       | Маріуполь     |
| Гонки на прискорення | Pro AWD                 | Сергеєв Вадим            | Харків        |
| Дрифтинг             | Абсолют                 | Косогов Олександр        | Київ          |
| Картинг              | Клас 60 Baby            | Легенький Олександр      | Київ          |
| Картинг              | Клас Mini International | Крутоголов Лев           | Київ          |
| Картинг              | Клас OK Junior          | Муравщик Дмитро          | Київ          |
| Картинг              | Клас OK                 | Гаврилець Тимофій        | Полтава       |
| Картинг              | Клас KZ2                | Дерюга Олександр         | Харків        |
| Автомобільний крос   | Група Iю молодші        | Марущак Богдан           | Чернівці      |
| Автомобільний крос   | Група Iю старші         | Ботук Микита             | Чернівці      |
| Автомобільний крос   | Група II                | Петраш Артур             | Чернівці      |
| Автомобільний крос   | Група III               | Райляну Іван             | Чернівці      |
| Автомобільний крос   | Клас Sprint             | Юнашев Сергій            | Київ          |
| Автомобільний крос   | Клас 8                  | Різник Костянтин         | Дніпро        |
| Автомобільний крос   | Клас 8С                 | Юнашев Сергій            | Київ          |
| Автомобільний крос   | Клас 10                 | Скубський Микола         | Кривий Ріг    |
| Автомобільний крос   | Клас 12                 | Кондратенко Володимир    | Київ          |
| Міні-ралі            | Абсолют                 | Чаповський Ігор          | Одеса         |
| Міні-ралі            | Абсолют                 | Романов Микола           | Київ          |
| Міні-ралі            | Клас Р8                 | Сидоров Денис            | Київ          |
| Міні-ралі            | Клас Р8                 | Романов Микола           | Київ          |
| Міні-ралі            | Клас Р7                 | Горшков Михайло          | Одеса         |
| Міні-ралі            | Клас Р7                 | Прусс Станіслав          | Одеса         |
| Міні-ралі            | Клас Р6                 | Куталовський Руслан      | Маріуполь     |
| Міні-ралі            | Клас Р6                 | Вільчинський Олександр   | Харків        |
| Ралі                 | Абсолют                 | Салюк-молодший Олександр | Київ          |
| Ралі                 | Абсолют                 | Равінський Володимир     | Київ          |
| Ралі                 | Клас 4WD Open           | Салюк-молодший Олександр | Київ          |
| Ралі                 | Клас 4WD Open           | Равінський Володимир     | Київ          |
| Ралі                 | Клас 2WD Open           | Рудьковський Сергій      | Київ          |
| Ралі                 | Клас 2WD Open           | Ніколаєв Андрій          | Одеса         |
| Ралі                 | Клас 2WD                | Терещенко Валерій        | Дніпро        |
| Ралі                 | Клас 2WD                | Писанка Максим           | Дніпро        |
| Слалом               | Клас Street             | Маринич Олег             | Харків        |
| Слалом               | Клас Sport FWD          | Кадученко Ярослав        | Київ          |
| Слалом               | Клас Sport RWD          | Клименко Маркіян         | Львів         |
| Слалом               | Клас Ladies             | Копач Неля               | Тернопіль     |
| Слалом               | Клас Open               | Клименко Маркіян         | Львів         |
| Трекові гонки        | Клас ТН9                | Гудков Анатолій          | Рівне         |